# Sumner White
Sumner Wheeler White III (* 17. November 1929 in New York City; † 24. Oktober 1988 in Summit) war ein US-amerikanischer Segler.

## Erfolge
Sumner White nahm in der 5,5-Meter-Klasse an den Olympischen Spielen 1952 in Helsinki teil. Dabei war er neben seinem Zwillingsbruder Edgar White und Michael Schoettle Crewmitglied der Complex II, dessen Skipper Britton Chance war. In insgesamt sieben Wettfahrten gelangen ihnen unter anderem drei Siege und beendeten mit 5751 Gesamtpunkten die Regatta daher auf dem ersten Platz. Damit wurden sie vor dem norwegischen Boot Encore von Skipper Peder Lunde und der von Folke Wassén gesteuerten Hojwa aus Schweden Olympiasieger. Sumner und Edgar White waren die ersten Zwillinge, die für die Vereinigten Staaten eine olympische Goldmedaille gewannen.
White schloss 1952 ein Studium an der Harvard University ab. Im Anschluss begann er eine Karriere als Investmentbanker und arbeitete unter anderem viele Jahre für die First Boston Corporation.